# Mathieu Bragard
Pour les articles homonymes, voir Bragard (homonymie).
 (avril 2018).
Si vous disposez d'ouvrages ou d'articles de référence ou si vous connaissez des sites web de qualité traitant du thème abordé ici, merci de compléter l'article en donnant les références utiles à sa vérifiabilité et en les liant à la section « Notes et références ».
Mathieu Bragard  est un footballeur belge, né le 10 mars 1895 et mort le 19 juillet 1952.
Il a rejoint en été 1911 le CS Verviers en tant que centre-avant et à l'âge de 16 ans, il avait déjà quelques matchs avec l"équipe première qui est devenue championne en deuxième division à la fin de la saison . La saison suivante, il a gagné sa place dans l'équipe et a marqué 12 buts.
En 1914, juste avant le début de la Première Guerre mondiale , Bragard a joué son premier match avec l' équipe nationale.
Après la reprise de la compétition de football en 1919, Bragard a connu ses meilleures saisons. Il a été meilleur buteur et a fini dans le haut du classement. Il a joué six matchs jusqu'en 1921 avec l'équipe nationale et a marqué cinq buts. Il faisait partie de l'équipe qui est devenue championne olympique aux Jeux olympiques d'été de 1920 à Anvers . Il a joué la demi-finale contre les Pays - Bas , où il a marqué, et en finale contre la Tchécoslovaquie .
Bragard a continué à jouer en première division jusqu'en 1924, juste au moment où Verviers fut relégué en deuxième division. Il a joué un total de 132 matchs et a marqué 61 buts. [1]
Après sa carrière de footballeur, il a pris la direction de l'entreprise familiale spécialisée dans la fabrication de tissus. A Verviers, une rue porte son nom.
Il a été inhumé au Cimetière de Petit-Rechain (Verviers).

## Palmarès
- International de 1914 à 1921 (7 sélections et 5 buts marqués)
- Champion olympique en 1920  (2 matches dont la finale)